# Östergötland
För andra betydelser, se Östergötland (olika betydelser).
Östergötland är ett landskap i Götaland i sydöstra Sverige. Östergötland gränsar i söder till Småland, i väster till Västergötland genom Vättern, i norr till Närke och Södermanland och i öster till Östersjön. Landskapet sammanfaller i stor utsträckning med Östergötlands län, vilket dock är något större. I landskapet finns 50 000 kända fornlämningar.

## Historia

### Förhistorisk tid

Länskarta över Östergötland från 1693.

De äldsta spåren av människans tillvaro i Östergötland har sitt ursprung från äldre stenåldern, mer än 7 000 år före Kristus. Vid Motala, invid Motala ström, har man funnit cirka 200 000 fynd av mänsklig aktivitet i mer än 8 000 år. Under den äldsta tiden var den här delen en vik av Ancylussjön. Fynden är mest redskap av flinta, kvarts, ben och horn för verktygstillverkning. Här hittades också resterna av ett större hus och en mindre hydda ca 7 500 år gamla enligt kol 14-dateringar. Liknande hus har också hittats i Högby och Mörby utanför Mjölby.
Forskarna tror numera att bofast befolkning fanns här kanske flera tusen år tidigare än jordbrukets etablering cirka 4000-1800 f.Kr. Man var bofast, men rörde sig stundtals över stora områden i jakten på säl. Fynden på platsen pekar mot att människorna hade kontakt med södra Skandinavien, så kallade Erteböllekulturen, det vill säga inte direkt med den västsvenska Lihultkulturen. Ett annat fynd från den här tiden finns i Trädgårdstorp i Malmslätt. Där har det hittats ett hus från äldre stenåldern, som väckte en viss uppmärksamhet för att det var så välbevarat och tydligt. Enligt analyser från en härd och av flera kokgropar har det varit aktivitet här för 9 500 år sedan.
Fyndorterna för de från äldre stenåldern (3000 f.Kr.) härstammande föremålen ligger alla på den bördiga slätt, som sträcker sig söder om Motala ström från Vättern till Östersjön. Viss kontakt mellan landskapen Väster- och Östergötland har funnits över vattenleden Vättern och Motala ström. Från yngre stenåldern är fynden i Östergötland talrikare, och de visar att åkerbruket då gjort sitt inträde i hela landskapet, medan den äldre kulturen upphörde. Efter knappt tusen år etablerades enstaka nedslag av den gropkeramiska kulturen vid främst den östra kusten, genom kontakter med Gotland. Ofta har man antagit att denna kultur hade ett betydligt större andel jakt, fiske och insamling i sin näringsbas, än de boskapsskötande kulturerna i södra Sverige. Denna motsättning visar sig i fynden från en pålbyggnad från Alvastra från tiden runt 3100 f.Kr., den enda hittills kända från norra Europa. Här dominerar fynden från boskapsskötare men man har även tolkat en del fynd som tillhörande den gropkeramiska kulturen. Vid boplatserna vid Kvarsebo däremot har befolkningen tagit sin näring från skogen och sjön. En annan betydande boplats i Östergötland ligger vid Hults bruk, där man under yngre stenåldern tillverkade yxor av grönsten.
Från senneolitikum cirka 2400–1800 f.Kr. och avslutningen av bondestenåldern finns många lösfynd men bara ett mindre antal hällkistor, varav en i Hagebyhöga har fått namnge en särskild typ av skafthålsyxa av bergart - hagebyhögayxor - vilka var betydligt finare i form och symmetri än samtidens enkla skafthålsyxor och påminner delvis om den föregående kulturens stridsyxor.

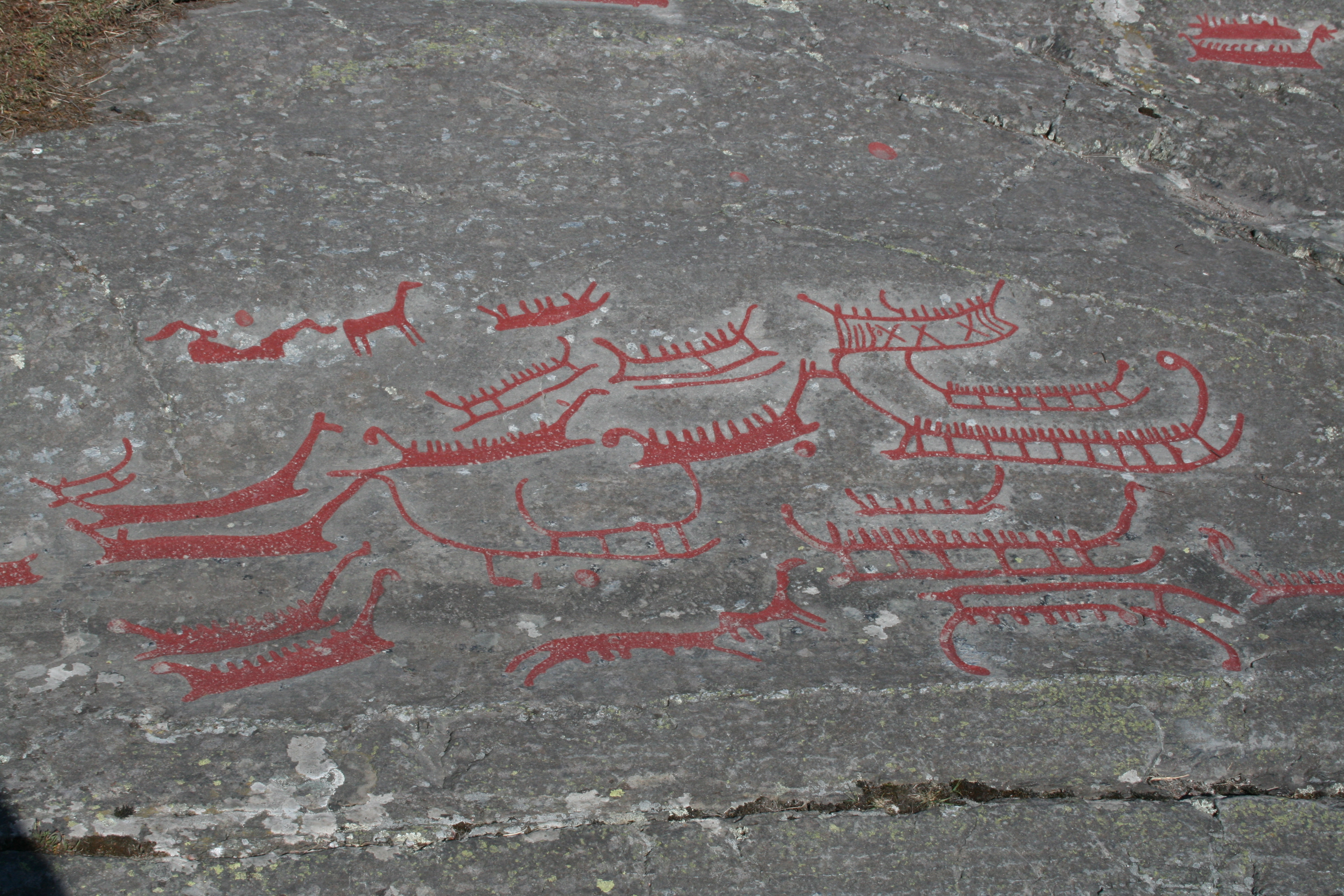
Hällristningar vid Himmelstalund i Norrköping.

Vid Rosenkälla–Tinnerö i Linköping finns spår från stenåldern, men 10 gravar är från bronsåldern, varav 5 är stora. Ungefär 15 kilometer stensträngar kan höra till perioden. Under järnåldern har en stor expansion skett i området under tiden 0–400 e.Kr. Här finns 75 boplatser, 500–600 gravar, ytterligare 30 kilometer stensträngar, ca 1000 fornåkrar, ett vägsystem på cirka 10 kilometer med minst 14 broar och en stenlagd vägkorsning, något så ovanligt att det inte finns dokumenterat i Sverige tidigare.
Även under bronsåldern låg huvudbygden i landskapets västra del, men odlingen utbredde sig alltmer österut, vilket framgår av de många hällristningar, som finns vid Roxen och i trakten av Norrköping. Himmelstalund har cirka 1 660 hällristningar, som i antal efter Tanums hällristningar är flest i Sverige.
Av minnen från järnåldern bör särskilt omnämnas de många fornborgar, som av somliga anses vara uppförda till försvar mot inkräktare under folkvandringstiden. Från samma tid omtalas för första gången ett större antal folkstammar i södra Sverige, där även namnet ostrogothæ förekommer i den förteckning som skrevs på 500-talet i Italien av den gotiske författaren Jordanes.
Försvarsvallen i Västra Husby, Götavirke, en 3,5 km lång dubbel försvarsvall, är unik i Sverige. Närmast kan man jämföra med Danevirke från ungefär samma tid, det vill säga romersk järnålder. Tillsammans med fornborgarna och vårdkasar bildar de ett försvarssystem, som har fungerat som en väl organiserad enhet under folkvandringstiden. Hypotesen att Ledberg, med sin storhög och närbelägen fornborg, skulle vara maktens centralort har framförts av Anders Kaliff i sin forskningsöversikt "Arkeologi i Östergötland".

### Medeltid

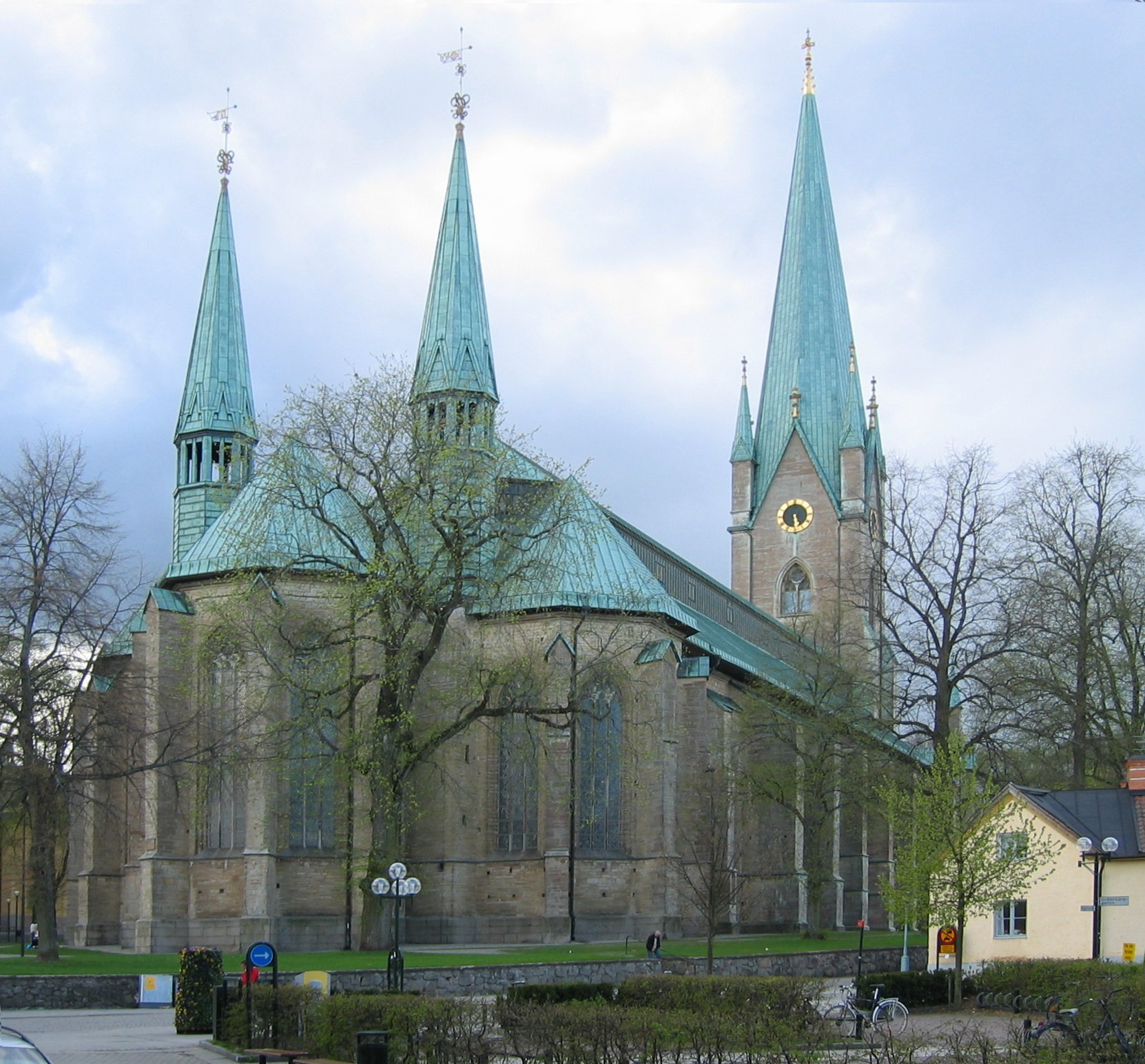
Linköpings domkyrka.

När kristendomen först predikades i Östergötland  och av vem eller vilka, är inte känt, men under 1100-talets början blev Linköping biskopssäte och en domkyrka började byggas, senare ombyggd och är då Sveriges första gotiska byggnadsverk. Johan I Sverkersson kröntes här troligen år 1219 av biskop Karl Magnusson, som var bror till Birger jarl. Ungefär samtidigt fick kristendomen en större utbredning genom att den som östgötarna valde till konung, Sverker I, hyllades även i andra delar av landet. Under hans tid anlades ett av Sveriges första kloster vid Alvastra, en ort där Sverkerätten ofta vistades, och där betydande fynd från hans tid har grävts fram.
Östergötland var under medeltiden en av Sveriges tre centralbygder och två kungaätter härstammade därifrån, den Sverkerska ätten och Bjälboätten från Bjälbo. Bägge släkterna stod på god fot med kyrkan. Under deras tid grundlades de flesta av Östergötlands nio kloster: munkkloster, utom i Alvastra, i Linköping, Söderköping, Skänninge och Krokek, och nunnekloster i Vreta, Askeby, Skänninge och Vadstena. Två viktiga kyrkomöten hölls också i Östergötland, 1152 i Linköping och 1248 i Skänninge. Vreta kloster brukar räknas som Sveriges äldsta kloster. De äldsta delarna har daterats till sekelskiftet 1100, då Inge den äldre och hans hustru Helena donerade jordegods till klostret. De viktigaste medeltida byggnadsetapperna utgörs av den äldsta treskeppiga kyrkan med korsarmar, västverk och gravkapell från 1100-talets förra hälft, samt det tillbyggda koret i cisterciensisk stil från tiden efter 1160-talet. På senare tid har det förmodade baptisteriet rönt stor uppmärksamhet, eftersom det inte finns något liknande i Norden. Dubbeltrappan tyder på dopanläggning, men än så länge är det en hypotes.

### Lagsaga och landskap, skatteuppbörd och stift

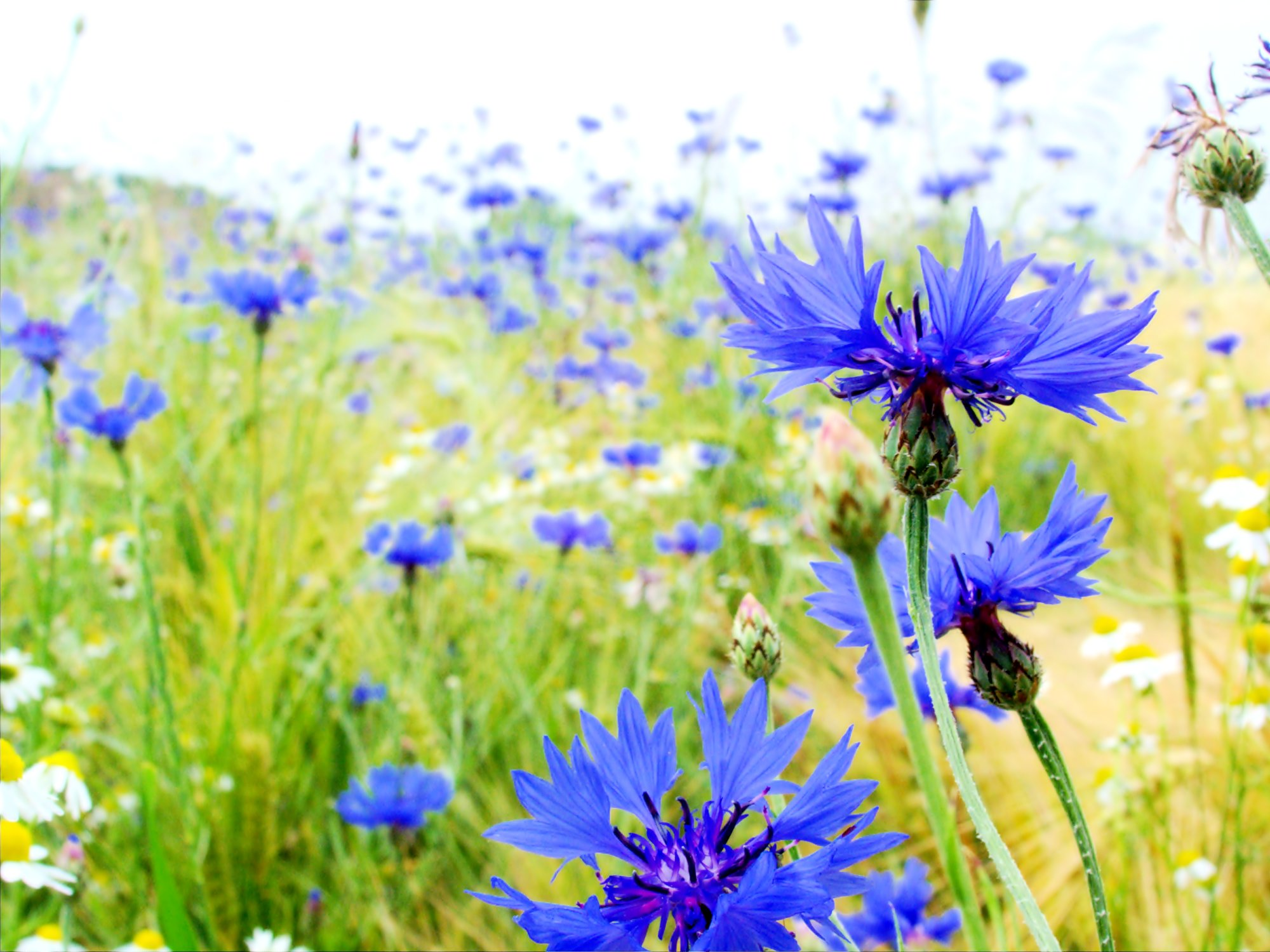
Blåklinten är Östergötlands landskapsblomma.

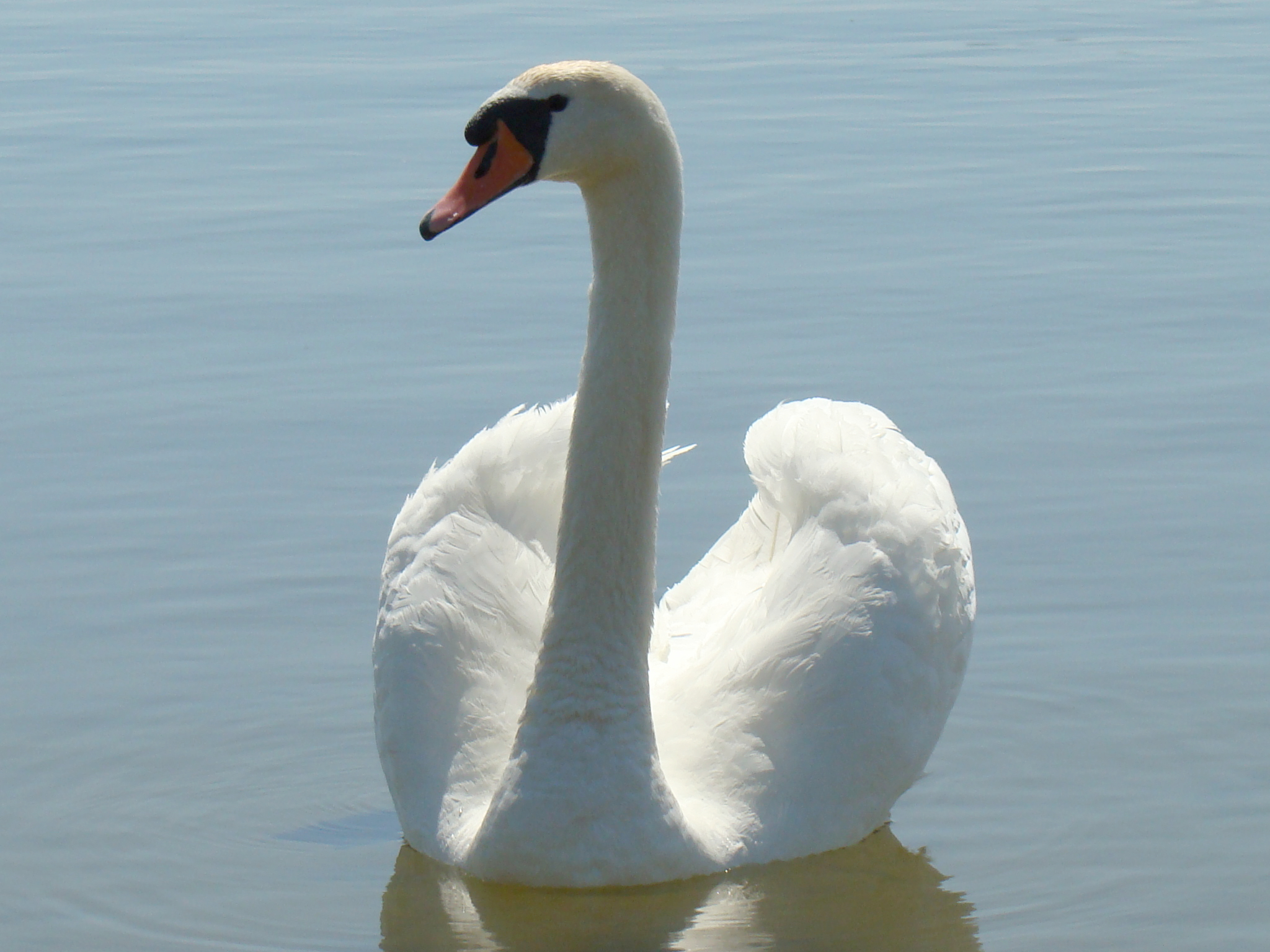
Östergötlands landskapsdjur är knölsvanen.

Om en gemensam organisation eller rättsskipning i landskapet före riksenandet är föga känt, men viktiga samlingsplatser torde senast under tidig medeltid ha varit Skänninge marknad och Liunga ting (i nuvarande Linköping). Den till kusten gränsande nordöstra delen av landskapet torde ha stått i någon kontakt med Svealandskapen, och därmed knutits till försvarsorganisationen Roden, liksom den av vattenvägen förenade södra ostkusten – vilket kunde förklara att östra Småland kom att ingå i Östgöta lagsaga.
Länge efter att Östergötland uppgått i Sveriges rike, fortlevde dess provinsiella självständighet, vilket bland annat landskapets egen lag, Östgötalagen visar. När denna kommit till är inte känt, men dess upptecknande i skrift härrör från början av 1300-talet. Östergötland utgjorde tillsammans med norra och östra Småland Östgöta lagsaga, med landsting i Linköping. Där skulle också landskapets befolkning hylla konungen på hans Eriksgata. Lagsagan var indelad i härader och städer.
För skatteuppbörden i allmänhet fanns en länsman i varje härad, liksom i övriga landet, men attungen och delar av den var i Östergötland beskattningsenhet för fastigheter. Under den senare medeltiden förlorade denna indelning av jorden sin betydelse och avlöstes av sättungen som enhet för beskattningen. Skatteuppbörden i landskapet förefaller först ha varit splittrad mellan den i Västergötland uppkomna grundskatten, gengärden, och den svealändska ledungsskatten (här kallad snäckopenning). På 1200-talet verkar den östgötske Birger jarl ha infört det västgötska skattesystemet först i hela Östergötland, därefter, med större besvär, i Svealand.
I kyrkligt avseende tillhörde Östergötland, som idag, Linköpings stift. Till biskopsbolet hörde utom en massa gårdar Rönö slott, längre fram Munkeboda samt ett slott i Linköping (idag det slott vid domkyrkan som är residens för landshövdingen i Linköping). Från 1200-talets slut omtalas två prosterier, Östan- och Västan-Stång, en fördelning, som stundom följdes även i världsliga ärenden. Västan-Stång omfattade landet väster om Stångån med nio härad samt städerna Linköping, Skänninge och Vadstena. Östan-Stång var landet öster om ån, likaledes med nio härad samt städerna Norrköping och Söderköping. Senare ökades antalet prosterier, men namnen Östan-Stång och Västan-Stång behölls länge, först på kontrakt och sedan på två så kallade "divisioner", som stiftet från 1730 till 1820 var indelat i för val av riksdagsmän i prästeståndet. De två delarna hade också ett varsitt vapen. Det nuvarande landskapsvapnet, som är en grip med drakvinge och draksvans, är en sammansmältning av dessa (draken var den ena delens vapen).
En kunglig hövitsman över Östergötland omtalas först under konung Albrekts tid (1373). Under Margareta tillhörde landskapet drottningens morgongåva och styrdes av en hennes fogde. Sedermera var landet vanligen delat mellan åtminstone tre fogdar, som residerade på kungsgården (vid Tåkern), Ringstaholm (på en ö i Motala ström nära Norrköping) och Stegeborg (på en ö i Slätbaken). De två sistnämnda gårdarna var landskapets starkaste slott.

### Modern tid
Efter att Gustav Vasa tillträtt och genomfört reformationen, minskade kyrkans inflytande. Detta fick bland annat till följd att platser som Vadstena, Skänninge och Söderköping minskade i betydelse och har sedan 1500-talet förblivit småstäder.
Norrköping kom under 1600-talet att bli ett av Sveriges ledande industriella centrum, med faktorierna som stadens industriella bas. En burgen borgarklass uppstod i staden mycket tidigt. 
1800-talet ledde till industrialismens genombrott, vilket hade föregåtts av byggandet av Göta kanal i början av seklet. Vid Motala byggdes en verkstad och kanalkontoret. Staden kom att få en solfjäderformad stadsplan utlagd av Baltzar von Platen. Norrköping växte kraftigt, särskilt textilindustrin i staden. Dåvarande Östra stambanan som förbinder Östergötland med Stockholm och Malmö invigdes 1874, och en järnvägsknutpunkt uppstod i Mjölby.
Under 1900-talet har framförallt Linköping utmärkt sig för sin tillväxt. Staden fick eget universitet på 1960-talet och i staden finns bland annat försvarsindustri i form av Saab AB. Norrköping har inte expanderat i samma snabba utsträckning, men hade också ett annat utgångsläge och är ungefär lika stort som Linköping.
Den 24 februari 2012 blev prinsessan Estelle hertiginna av Östergötland.

## Indelningar

### Indelningar före 1634
Östgöta lagsaga, landskapets föregångare, omfattade före 1559 även delar i norra och östra Småland. Sundbo härad i Närke hörde till lagsagan 1570–1639. Vadstena län var en separat del av landskapet åren kring 1700 och bildade även en egen lagsaga 1678–1719 och 1733–1739.
Kärnlandet Östergötland indelades i Östanstång och Västanstång där gränsen mellan de båda utgjordes av Stångån, och den nordliga gränsen av Roxen och Motala ström. Folklandet Kinda räknades före 1559 till "smålanden", men blev kvar i lagsagan när Smålands lagsaga bröts ut och räknades därefter till Östergötland. 
Östergötland bestod sedan unionstiden av fyra slottslän: Ringstaholms län, Stegeborgs län, Hofs län och Stäkeholms län (för Ydre och Kinda). Under slutet av 1400-talet las Ringstaholms län ner och Ydre och Kinda bröts ur Stäkeholms län samtidigt som Linköpings län bildades.
Området ingick i Linköpings stift.

#### Städer
Fem orter i landskapet hade under 12-, 13-, och 1400-talen erhållit stadsprivilegier, nämligen Linköpings stad, Norrköpings stad, Skänninge stad, Söderköpings stad och Vadstena stad. Dessutom Hästholmen, som fick stadsprivilegier på 1300-talet men snart därefter förlorade dem.

### Indelningar efter 1634

#### Län och stift
Östergötlands län, som före 1718 även benämndes Linköpings län,  omfattar nästan hela landskapet. En mindre del av Tunabergs socken som 1860 överfördes från Kvarsebo socken tillhör landskapet men ingår i Södermanlands län.
Området ingår i Linköpings stift, utom delen som nämns ovan.

#### Härader och städer
- Aska härad
- Bankekinds härad
- Björkekinds härad
- Bobergs härad
- Bråbo härad
- Dals härad
- Finspånga läns härad
- Gullbergs härad
- Göstrings härad
- Hammarkinds härad
- Hanekinds härad
- Kinda härad i folklandet Kinda
- Lysings härad
- Lösings härad
- Memmings härad
- Skärkinds härad
- Valkebo härad
- Vifolka härad
- Ydre härad i folklandet Kinda
- Åkerbo härad
- Östkinds härad

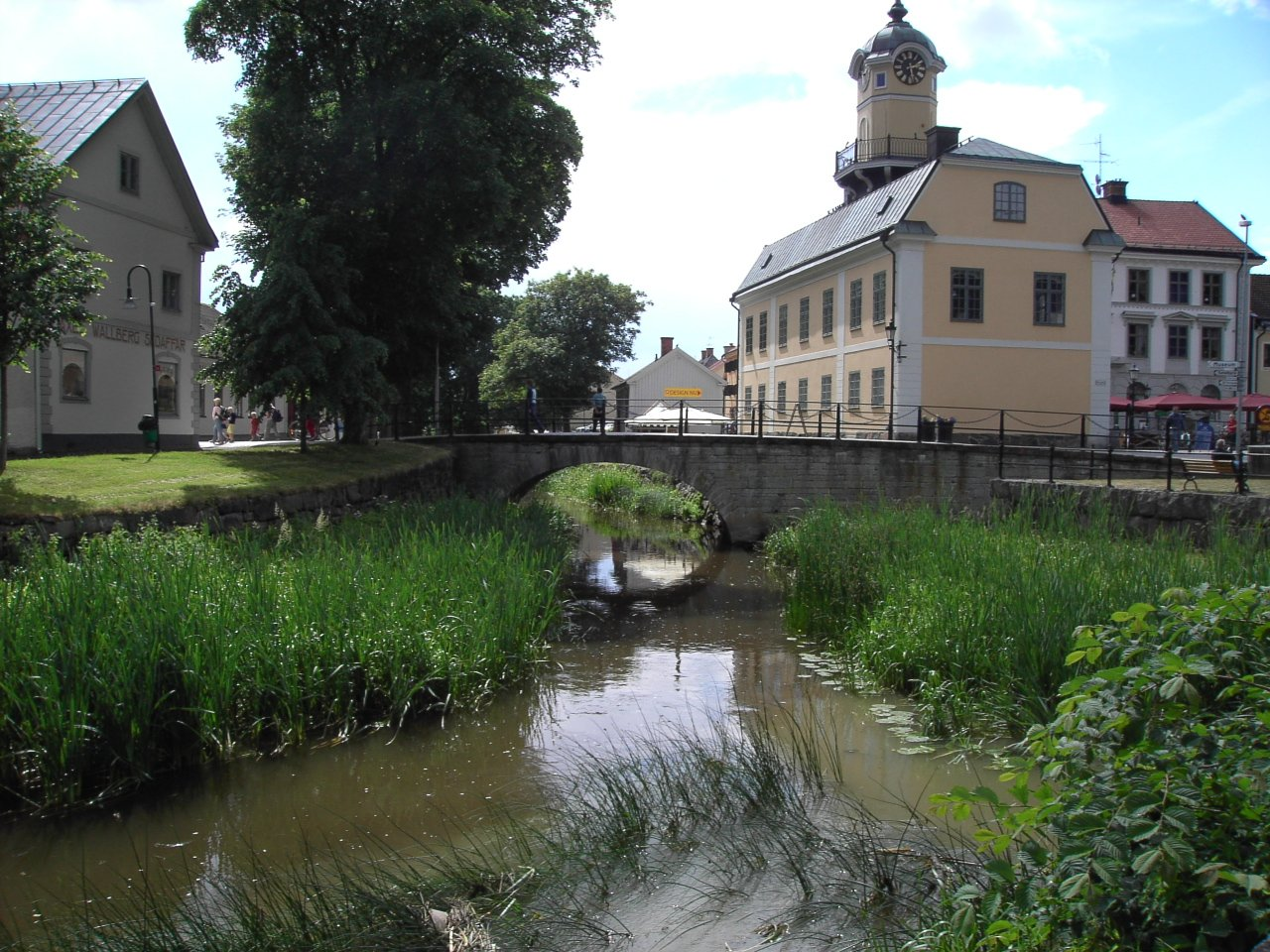
Söderköping med Söderköpingsån.

Städer med gamla stadsprivilegier som inrättades som stadskommuner när 1862 års kommunalförordningar trädde i kraft var: Linköpings stad, Norrköpings stad, Skänninge stad, Söderköpings stad och Vadstena stad. Köpingen Motala blev stad 1881, följd av Mjölby 1920. Mjölby fick ingen egen jurisdiktion utan lydde fortsatt under häradsrätt.

#### Socknar, fögderier, domsagor, tingslag och tingsrätter
Se respektive härad.

#### Kommuner 1952–1971

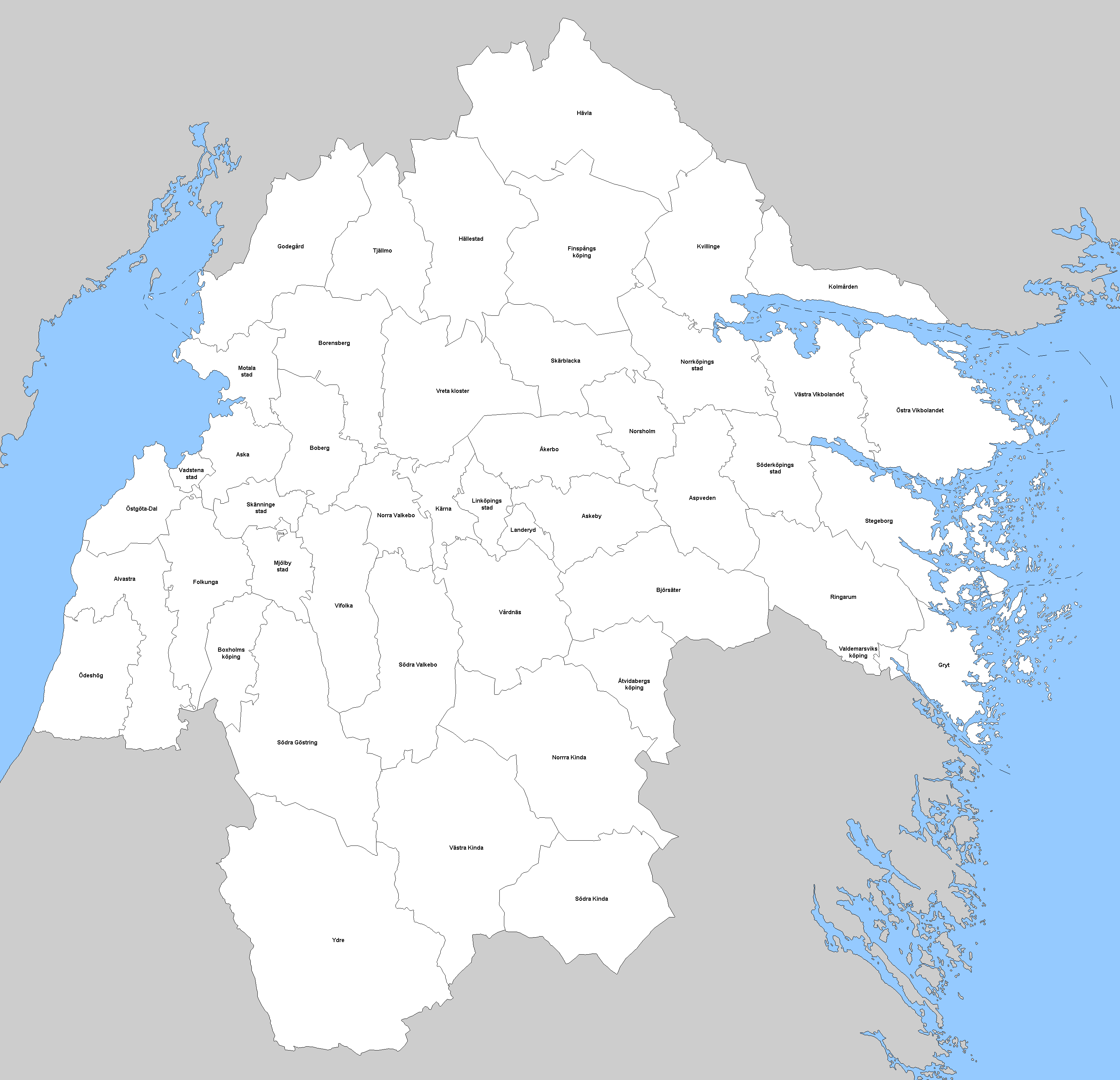
Kommuner i Östergötlands län 1952. Notera att länsgränsen har ändrats sen dess. Del av Tjust-Eds och Uknadalens landskommun mottogs från Kalmar län vid kommunreformen på 1970-talet.

Städer (7 st):
| - Linköpings stad - Mjölby stad - Motala stad - Norrköpings stad | - Skänninge stad - Söderköpings stad - Vadstena stad |

Köpingar (4 st):
| - Boxholms köping - Finspångs köping | - Valdemarsviks köping - Åtvidabergs köping |

Landskommuner (36 st):
| - Alvastra landskommun - Aska landskommun - Askeby landskommun - Aspvedens landskommun - Björsäters landskommun - Bobergs landskommun - Borensbergs landskommun - Folkunga landskommun - Godegårds landskommun - Gryts landskommun - Hällestads landskommun - Hävla landskommun - Kolmårdens landskommun - Kvillinge landskommun - Kärna landskommun - Landeryds landskommun - Norra Kinda landskommun - Norra Valkebo landskommun | - Norsholms landskommun - Ringarums landskommun - Skärblacka landskommun - Stegeborgs landskommun - Södra Göstrings landskommun - Södra Kinda landskommun - Södra Valkebo landskommun - Tjällmo landskommun - Vifolka landskommun - Vreta klosters landskommun - Vårdnäs landskommun - Västra Kinda landskommun - Västra Vikbolandets landskommun - Ydre landskommun - Åkerbo landskommun - Ödeshögs landskommun - Östgöta-Dals landskommun - Östra Vikbolandets landskommun |

#### Förändringar 1952–1970
- 1 januari 1961: Askeby landskommun uppgick i Åkerbo landskommun.
- 1 januari 1963: Landeryds landskommun uppgick i Linköpings stad och Norsholms landskommun uppgick i Skärblacka landskommun.
- 1 januari 1967: Kärna landskommun uppgick i Linköpings stad, Östgöta-Dals landskommun uppgick i Vadstena stad samt Vikbolandets landskommun bildades av Västra Vikbolandets landskommun och Östra Vikbolandets landskommun.
- 1 januari 1969: Alvastra landskommun uppgick i Ödeshögs landskommun.

#### Kommuner från 1971
- Boxholm
- Finspång

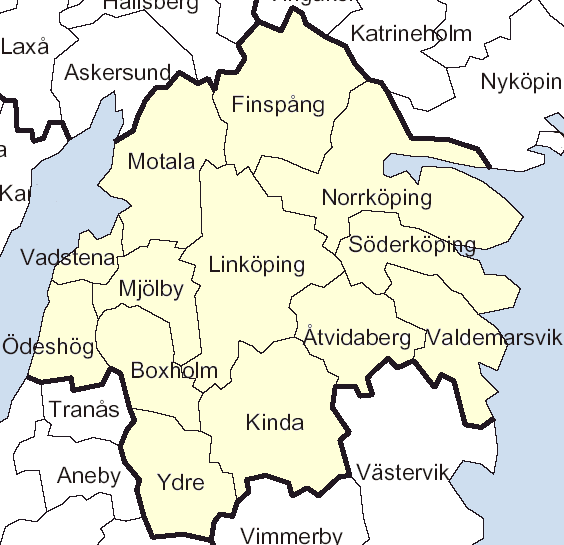
kommuner

- Kinda (före 1974: Södra Kinda, Norra Kinda och Västra Kinda)
- Linköping
- Mjölby
- Motala, ur kommunen utbröts 1980 Vadstena kommun
- Norrköping
- Söderköping
- Vadstena, 1971–1974 och från 1980, då utbruten ur Motala kommun
- Valdemarsvik
- Ydre
- Åtvidaberg
- Ödeshög

## Geografi
Från Vättern går gränsen åt nordöst över Storsjön (104 meter över havet), Avern (65 m), Ålsjön (54 m), Västra Vitten och Östra Vitten (64 m) och Marsjön (45 m), viker norr om denna sjö åt sydöst genom Tisnarens (43,5 m) längdriktning, Fjälaren (44 m) samt flera småsjöar över Kolmården ned mot Bråvikens norra strand. Gränsen mot Småland följer från öst mitten av Valdemarsviken, går i båge åter väst över Yxningen (38 m), åt sydväst över Såken (62 m), åt syd över Tolången (128 m), Tynn (128 m), Spillen (115 m) och Anen (123 m), åt nordväst över Juttern (104 m) samt åt väst över Verveln (139 m), Möckeln (176 m) och Börlingen (150 m). Från Häradssjön (254 m) går gränsen rakt åt norr över Västra Lägern (207 m) och Sommen (146 m), samt över Hålaveden åt väst till Vättern. Största utsträckningen, från norr till söder, är omkring 150 km och största bredden från öst till väst 130 km.

### Klimat

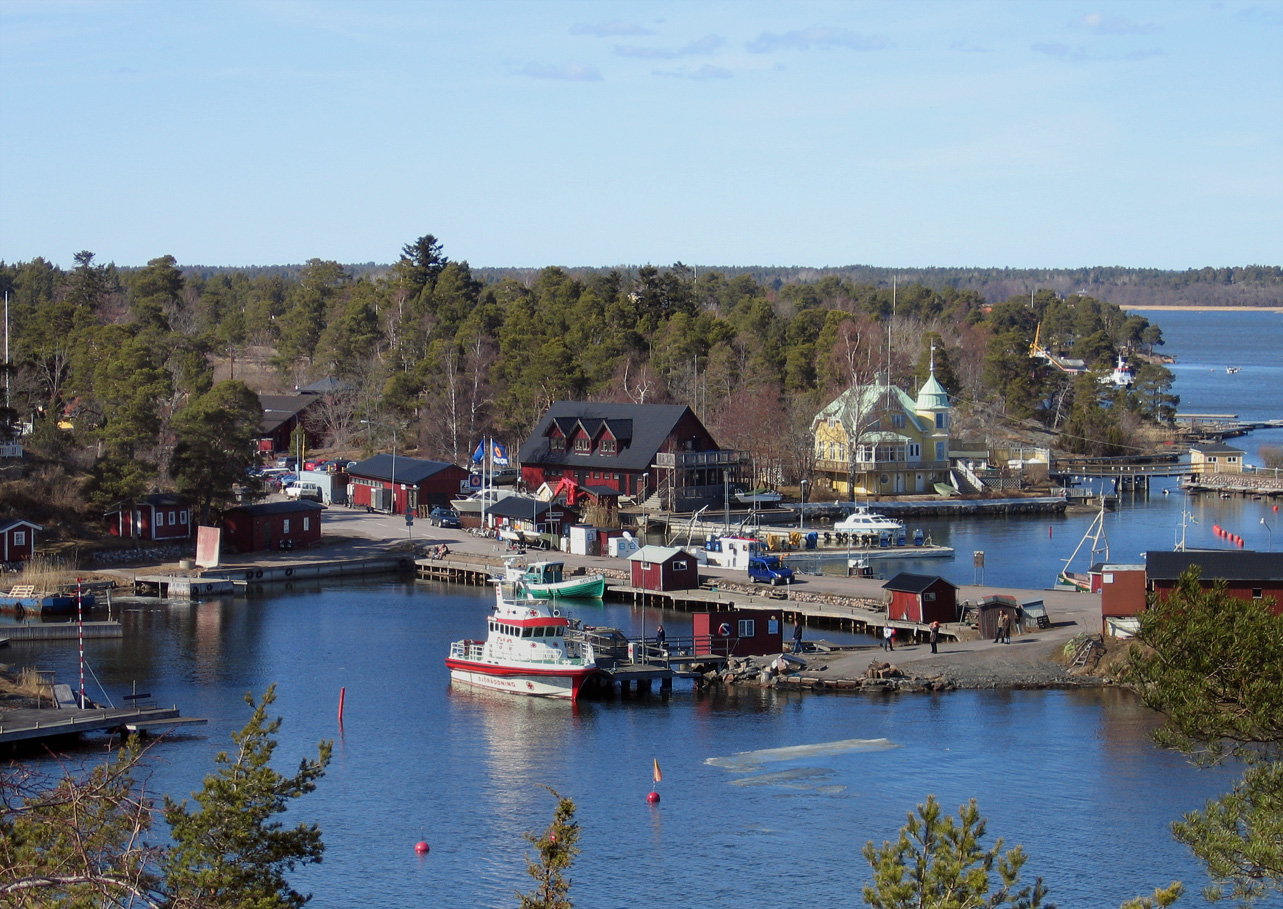
Arkösund längst ut på Vikbolandet.

Östergötland har ett kontinentalt klimat och kan ur klimatsynpunkt hänföras till den tempererade zonens norra del. Detta klimat utmärks dels av återkommande årliga snötäcken, (vilket kräver medeltemperatur vintertid under noll grader), dels av högstammig skog, (vilket kräver medeltemperatur sommartid över +10 grader). Östergötlands skärgård har ett mer maritimt klimat. Geografiskt sett tillhör Östergötland det Mellansvenska låglandet men de södra delarna hör till det Sydsvenska höglandet. I det mellansvenska höglandet är skillnaden i temperatur mellan sommar och vinter lägre än längre söderut.
Den centrala slättbygden och den norra och den södra skogsbygden har ett ganska likartat klimat. Årsmedeltemperaturen varierar mellan +6 och +6,5 grader. Den genomsnittliga årsnederbörden är 550 mm, vilket är lägre än för Sverige som helhet men normalt för sydöstra Sverige. Södra Östergötlands skogsbygder skiljer sig något åt från resten av landskapet med lägre medeltemperatur och större nederbörd. De södra delarna av Ydre har mer än 150 frostdygn per år, vilket kan jämföras med landskapets centrala delar där antalet frostnätter varierar mellan 120 och 130. Skärgården har en något högre medeltemperatur och en något lägre nederbörd. Kustklimatet gör att våren ofta är kylig medan hösten blir lång och mild, vilket innebär att man längst ut i skärgården kan återfinna den fridlysta idegranen som trivs där höstarna är milda och frostfattiga. Antalet soltimmar ökar ju längre ut i skärgården man befinner sig; Bråviken är soligast i Östergötland med drygt 2 100 soltimmar per år. Även slättområdet närmast Vättern har en något längre nederbörd och högre medeltemperatur.

### Naturgeografi

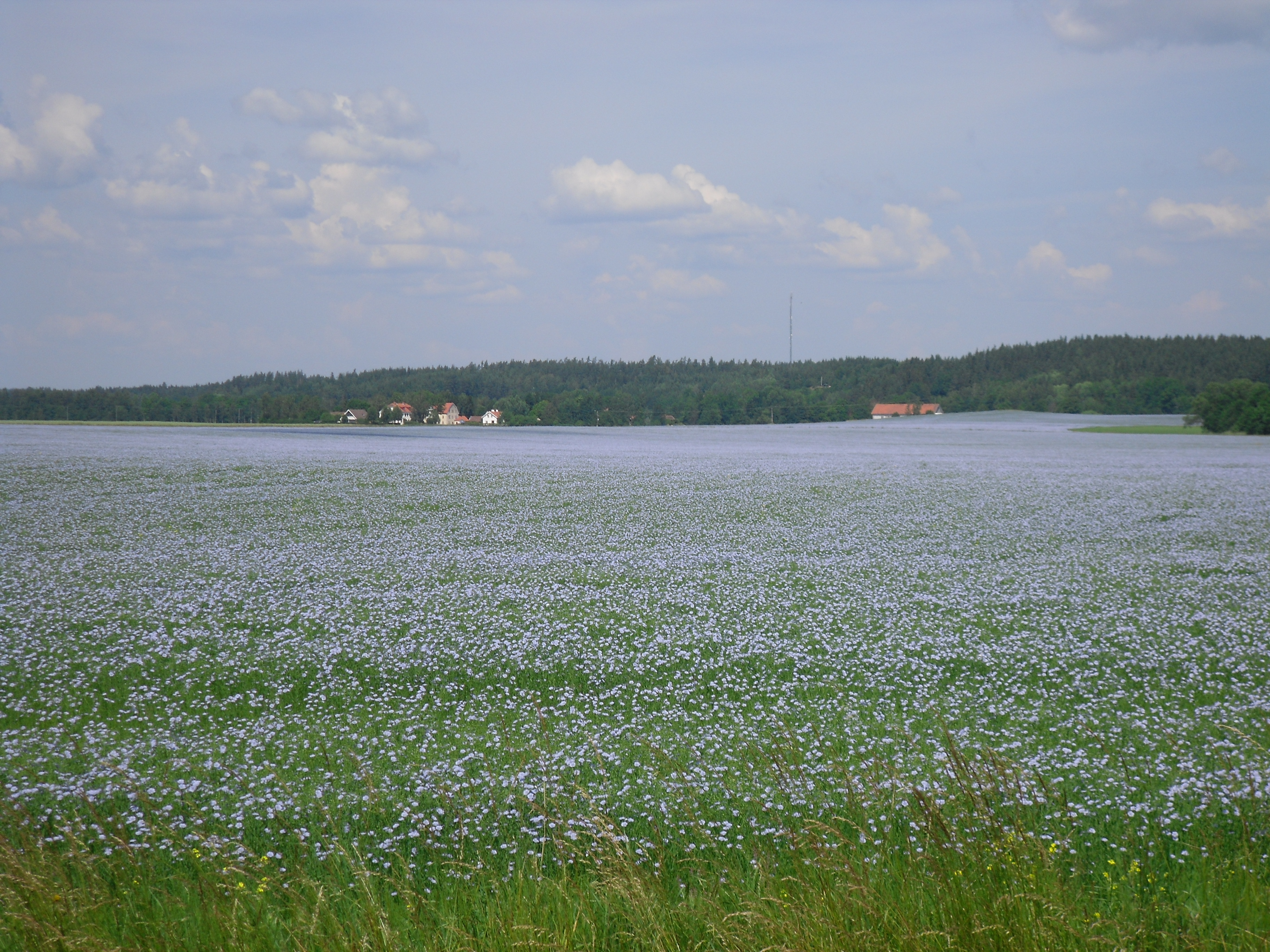
Linodling på Östgötaslätten.

Östergötland brukar traditionellt delas upp i tre naturgeografiska områden, där det centrala slättlandet omges av skogsbygder i norr och söder. Till dessa tre områden kan man även lägga Östgötaskärgården samt Vätterns östra sida. Skogslandet i norra Östergötland ligger 50 till 100 meter över havet, med några få höglänta partier: vid Godegård (Justineberg 260,87 m ö.h.), norr om Motala, samt vid Graversfors, norr om Norrköping. Detta område är sjörikt och relativt glest befolkat. En förkastningsbrant löper genom hela landskapet från Motala till Norrköping och vidare längs norra sidan av Bråviken. Denna bildar tillsammans med sjöarna Boren, Roxen och Glan en skarp gräns mellan de norra skogsbygderna och slätten. Östgötaslättens kärnområde är det triangelformade området med hörn i Ödeshög, Motala och Linköping. Här är slätten som bredast, omkring 30 km och bryts endast av det isolerade Omberg, (262,8 meter över havet, 174 m över Vättern), vid Vätterns strand. Slätten fortsätter, om än inte lika utpräglad, österut söder om sjöarna Roxen och Glan och avslutas av den 597 km² stora halvön Vikbolandet. Förutom de redan nämnda slättsjöarna och Tåkern finns få sjöar på slätten. Det är i anslutning till östgötaslätten som de flesta av landskapets stora städer ligger.
Söder om slätten vidtar ett skogs- och bergsområde, som stiger åt syd, med trånga, i norr- och sydgående erosionsdalar och platålika höjder. Längst i sydväst höjer sig landet, i Holaveden till 327 meter över havet. De södra skogsbygderna är sjörika och här ligger bland annat de stora sjöarna Sommen, Åsunden och Yxningen. Utanför Östergötlands östra kust ligger en omfattande skärgård vars öar och holmar omfattar 118 km². Från kusten tränger flera djupa vikar in i landet, från norr till söder: Bråviken, Slätbaken, Gropviken och Valdemarsviken. Kusten vid Vättern är hög och brant i södra delarna av landskapet, men blir norrut flackare och långgrund. Vättern buktar in mot Vadstena och Motala. I Vätterns östgötadel ligger bland annat de små öarna Jungfrun, Fjuk, Erkerna och Sandön. Även utanför Medevi ligger några små öar innan Närke tar vid.

### Geologi

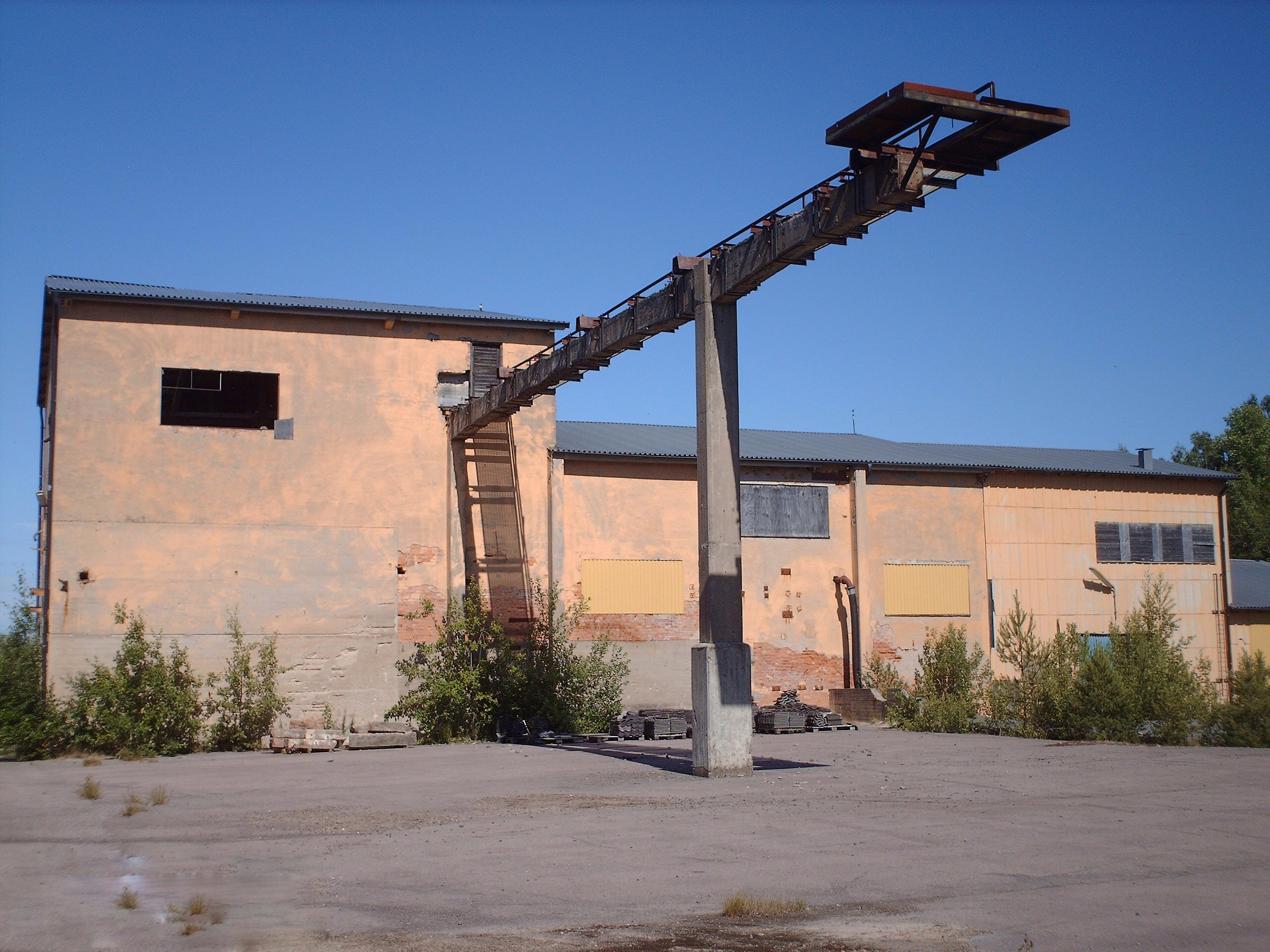
Det forna sandstensbrottet vid Lemunda, Motala kommun.

Berggrunden inom Östergötland utgörs till allra största delen av urbergets bergarter; endast en mindre del bildas av kambrosiluriska avlagringar. I stort sett består den västra hälften av granit, den östra och den nordvästra delen av gnejs. Större och mindre fält av leptit och glimmerskiffer träffas inom såväl granit- som gnejsområdena. Till Visingsöformationen hörande bergarter, företrädesvis sandsten, delvis överlagrad av en lerskiffer, går i dagen vid stranden av Vättern, omkring 10 km nordväst om Motala, samt på öarna Äholmen, Fjuk och Jungfrun i samma sjö. Flera stenbrott, varav Lemunda är det mest kända, är på förstnämnd plats utmed stranden öppnade för sandstenens bearbetning till kvarnstenar, slipstenar och byggnadssten. Sandsten och skiffer finns även på den mot Vättern vända sidan av Omberg. Den egentliga Östgötaslätten, söder om Göta kanal, mellan Vättern och Roxen, har kambrosiluriska bildningar till underlag. Ortocerkalken har den största utbredningen, och på flera ställen, såsom vid Bergs slussar utanför Borensberg, vid Husbyfjöl samt vid Borghamn sydväst om Vadstena, finns betydande stenbrott för bergartens tillgodogörande. Linköpings domkyrka är till största delen uppförd av silurisk kalksten från trakten väster om Vreta kloster. Den under ortocerkalken liggande alunskiffern har brutits i flera stora brott, viktigast Knivinge, huvudsakligen belägna inom Vreta klosters socken. Alunskiffern i Östergötland har en ganska hög halt av bitumen.
De trakter, inom vilka kambrosilurbildningarna nu träffas, utgör ett område, som en gång blivit genom förkastningar nedsänkt i förhållande till de omgivande trakterna, vilka består av urberg. Det är just till följd av sitt sålunda erhållna, mera skyddade läge, som ifrågavarande bildningar där bevarats från förstöring. Gränsen för det nedsänkta området (Östgötaslätten) skönjes ganska tydligt i den i norr utmed Göta kanal, Boren och Roxen löpande bergavsats, som bildar södra sluttningen av det i norr vidtagande högre urbergsområdet. En brant sluttning, som följer norra stranden av Bråviken väster ut förbi Glan. På en topografisk karta kan dessa nivåförhållanden tydligt iakttagas. Urkalksten (marmor) förekommer på flera ställen inom urbergsområdet, där omgiven av gnejs och leptit. Mest känd är förekomsten av den genom inlagring av serpentin grönflammiga marmor, som brytes vid Kolmårdens marmorbruk, men för övrigt må nämnas fyndorterna vid västra sidan av Glan (stort kalkbrott), vid Gistad järnvägsstation sydväst om Norsholm samt inom Hällestads, Tjällmo och Godegårds socknar. Vid det nu nedlagda Graversfors stensliperi, norr om Norrköping, bearbetades åtskilliga där uppträdande, utmärkt vackra varianter av granit.
Angående malmtillgångar är koppargruvorna vid Åtvidaberg de viktigaste. Järnmalm har tidigare i ganska stor utsträckning brutits ur numera ödelagda gruvor inom Godegårds och Hällestads socknar samt väster om sjön Glan. Vid stranden av Vättern finns på flera ställen, inom Motala och Nykyrka socknar, en så ren kvartssand, att den tidigare användes för glastillverkning. I fråga om de lösa jordlagren, de kvartära bildningarna, vilka här i huvudsak är desamma som inom mellersta Sveriges övriga provinser, kan man nämna att både moränleran och den senglaciala ishavsleran äger en för jordbruket avsevärd halt av kalciumkarbonat. I bergs- och skogstrakterna är jordmånen i dalgångarna ofta mager och sandig, medan den stora och breda Östgötaslätten från Vättern till Östersjön har en djup, ofta kalk- eller märgelhaltig lerjord av särdeles bördig beskaffenhet.

### Sjöar och avrinningsområden

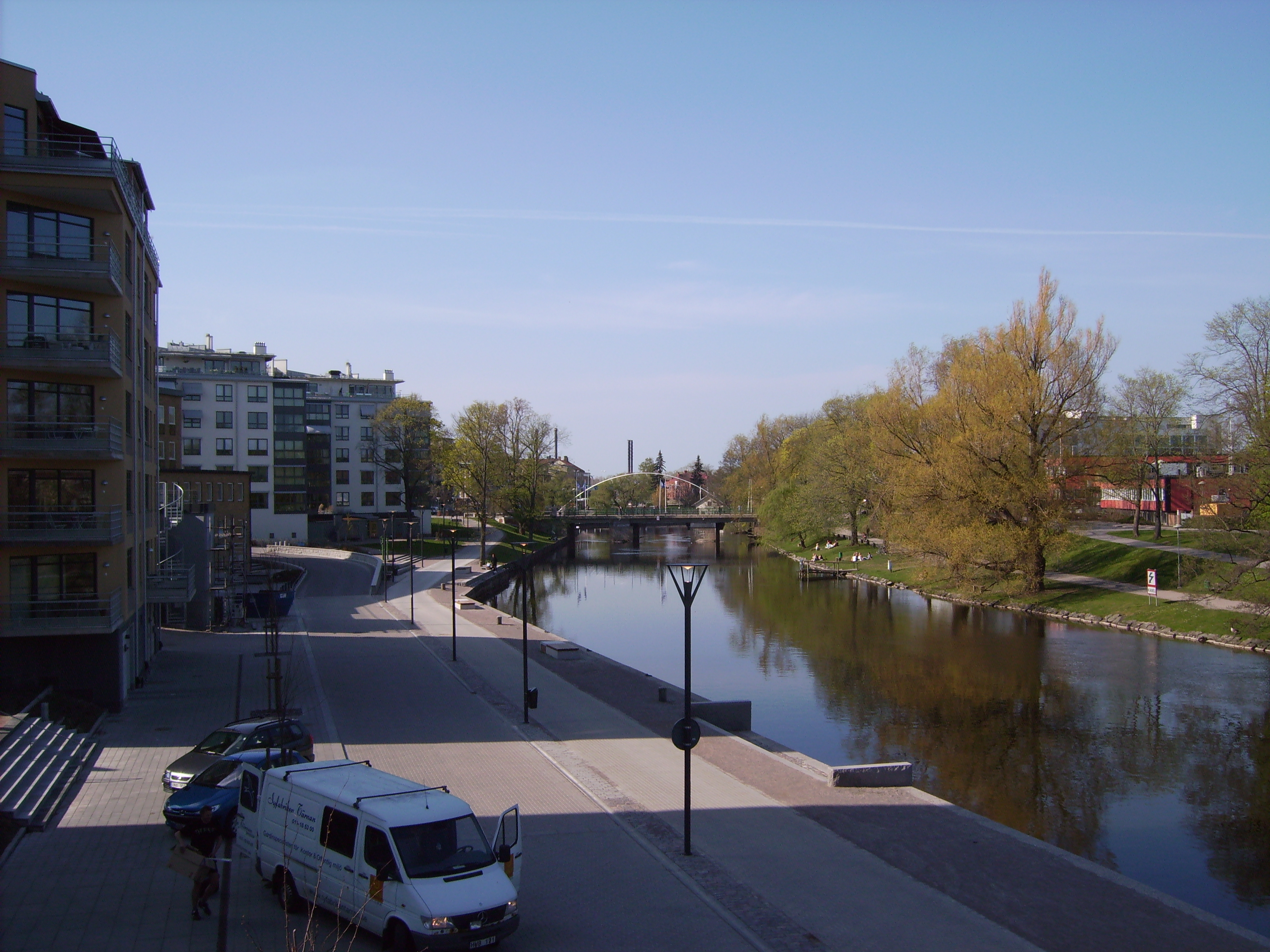
Stångån i Linköping.

Östergötland är rikt på sjöar. Flera stora sjöar gränsar mot andra landskap: Vättern (1900 km², gränsar mot Västergötland, Småland och Närke), Tisnaren (39 km², gränsar mot Södermanland) och Yxningen (29 km², gränsar mot Småland). Sommen (132 km²) ligger nästan helt i Östergötland, endast en remsa i väster ligger i Småland. De största sjöarna som i sin helhet ligger i Östergötland är slättsjöarna Roxen (95 km²) och Glan (74 km²). Även de två andra slättsjöarna, Tåkern (30 km²) och Boren (27 km²), tillhör Östergötlands största sjöar. I de södra skogsbygderna är det förutom tidigare nämnda Sommen och Yxningen, Åsunden (56 km²), Järnlunden (16 km²) och Stora Rängen (11 km²) som är störst. I norr ligger förutom Tisnaren även Hunn (15 km²).
I Östergötland finns huvudsakligen fyra av Sveriges huvudavrinningsområden. Störst är Motala ström, som avvattnar Vättern och rinner genom Roxen och Glan och ut i Östersjön i Norrköping. Förutom från Vättern samlar Motala ström även vatten söderifrån genom Svartån och Stångån, som båda rinner ut i Roxen, samt norrifrån genom Finspångsån, som rinner ut i Glan. De övriga huvudavrinningsområdena är Storån, som avvattnar från Åtvidaberg och åt sydost, Söderköpingsån, som avvattar området söder om Söderköping samt Nyköpingsån, som avvattnar landskapets nordligaste delar (Hunn, Tisnaren med flera sjöar).

### Större orter
Dessa är Östergötlands fem största tätorter 2015:
| Nr | Tätort     | Befolkning 31 dec 2015 |
| -- | ---------- | ---------------------- |
| 1  | Linköping  | 106 502                |
| 2  | Norrköping | 93 765                 |
| 3  | Motala     | 30 944                 |
| 4  | Mjölby     | 12 858                 |
| 5  | Finspång   | 12 807                 |

## Näringsliv

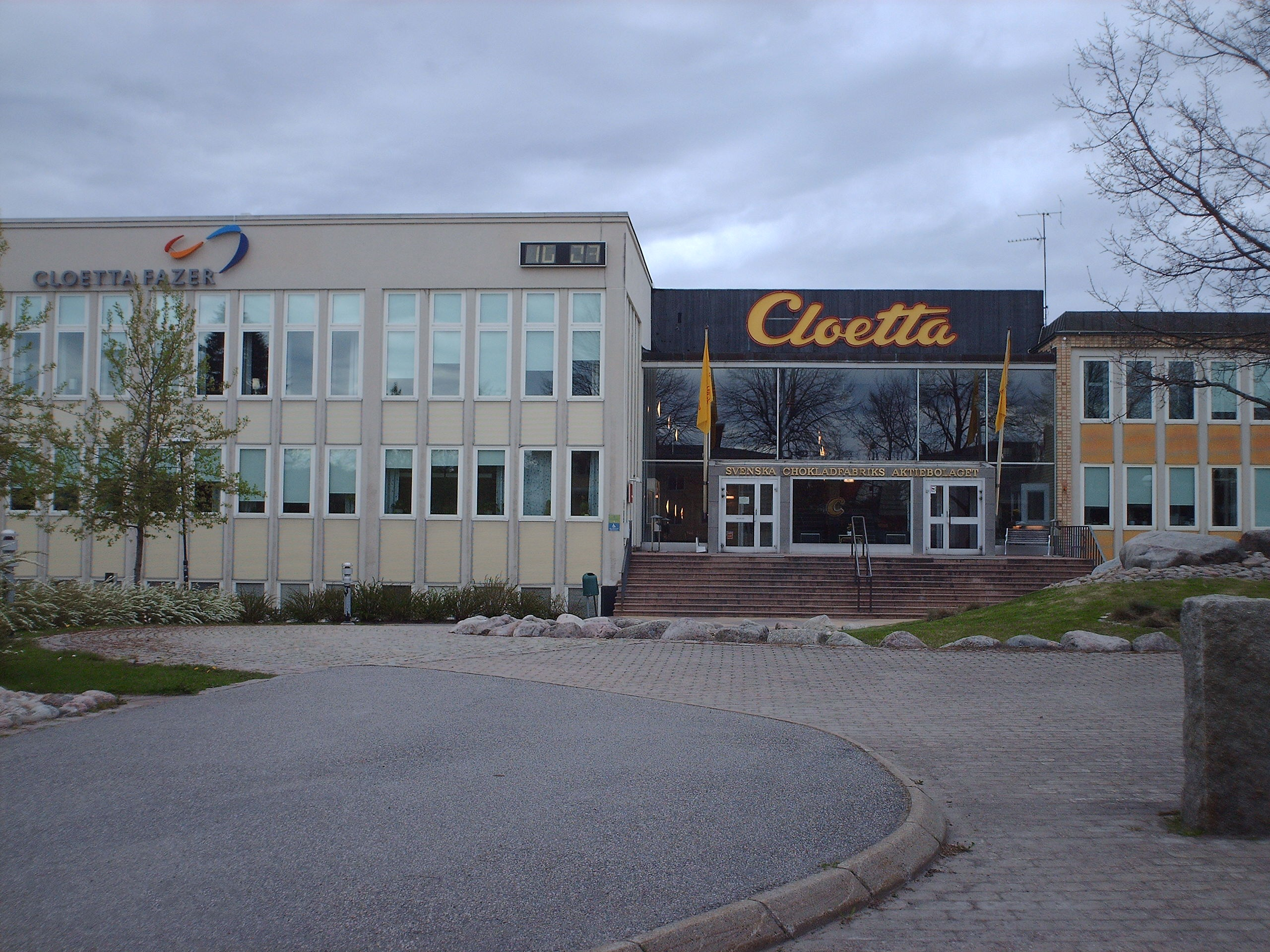
Cloettafabriken i Ljungsbro.

Östergötland har i sin mellersta del, den egentliga slättbygden, länge varit ett utpräglad jordbrukslandskap, begränsad i norr och syd av betydande skogstrakter, Kolmården och Holaveden. Den rikliga skogstillgången med dess möjlighet att framställa träkol och förekomsten av malm framkallade i slutet av 1300-talet Hällestads och Vånga bergslag i norra Östergötland. I början av 1400-talet omtalas Åtvidabergs koppargruvor. På 1600-talet drev Louis De Geer betydande bruksrörelse vid Finspång, och samtidigt började Norrköping som handelsstad överflygla Söderköping. År 1814 bildades Hushållningssällskapet i Östergötland, en medlemsägd förening med syfte att öka produktionen i det då fattiga Sverige. Östergötlands övriga gamla städer, Linköping, Skänninge och Vadstena, var länge helt obetydliga, och deras invånare levde lika mycket av åkerbruk som av handel och hantverk. Först med kommunikationernas förbättring har fanns ett uppsving.
Under 1800-talet var Norrköping en starkt växande industristad och är en av Nordeuropas bäst bevarade med flera byggnadsmiljöer från denna tid. 1900-talet innebar att Linköping med sitt starkt utbyggda skolväsen och högteknologiska industri gick om Norrköping i befolkningsstorlek under slutet av seklet, medan Norrköpings traditionella industrier i hög grad slogs ut och inte expanderade fullt så mycket som i grannstaden. Många av arbetsgivarna på de traditionella bruksorterna, som Åtvidaberg och Gusum, slogs ut under samma tid.
Stora arbetsgivare i landskapet är Siemens i Finspång, Linköpings universitet, Länsstyrelsen i Östergötlands län och Saab AB i Linköping; Holmen Paper i Norrköping, Billerud i Skärblacka, Cloetta Fazer i Ljungsbro, Partnertech i Åtvidaberg, Dometic i Motala, BT i Mjölby med flera.

## Infrastruktur

### Järnväg

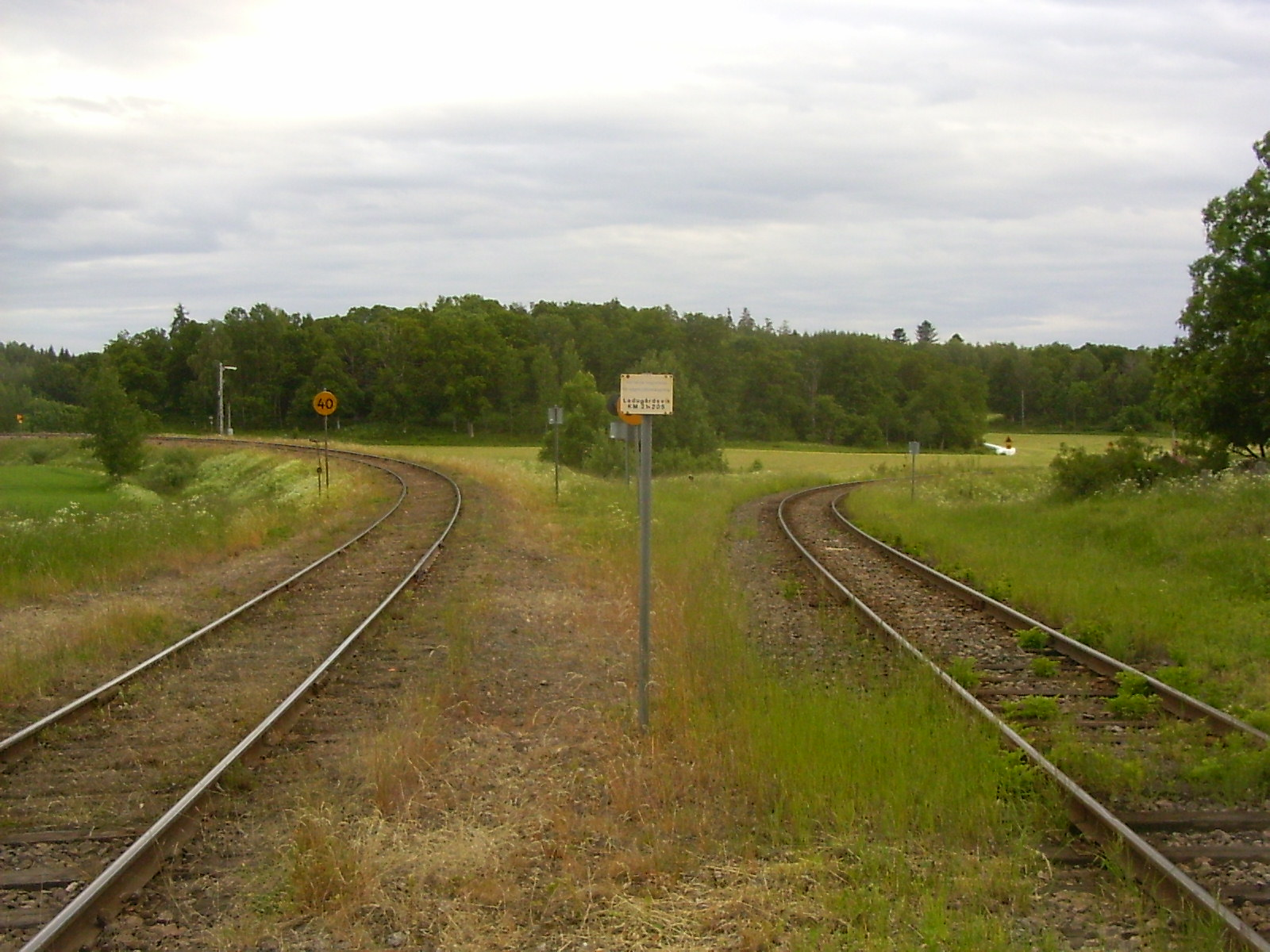
Tjustbanan och Stångådalsbanan i Bjärka-Säby.

Järnvägsnätet i Östergötland består främst av Södra stambanan (tidigare Östra stambanan), som mellan Nyköping och Katrineholm i norr och Tranås i söder, passerar Östergötland via Norrköping, Linköping och Mjölby. Vid Åby, norr om Norrköping, förenas Södra stambanans båda linjer från Katrineholm och från Nyköping. I Linköping börjar Tjustbanan och Stångådalsbanan, som delar spår till Bjärka-Säby och därefter delar sig. Tjustbanan fortsätter därifrån till Västervik via Åtvidaberg och Gamleby, medan Stångådalsbanan går vidare till Hultsfred och Kalmar via Kisa och Vimmerby. Från Mjölby går det dessutom en linje norrut till Örebro via Motala, Hallsberg och Kumla.
Järnvägarna började att byggas i mitten av 1800-talet, till en början smalspåriga järnvägar för transporter till och från de många bruken. 1854 byggdes de första järnvägarna, sträckorna Fiskeby–Norrköping och Lotorp–Finspång, men på dessa sträckor användes inte lokomotiv utan hästar. Den första järnvägen där man använde lokomotiv, var sträckan mellan Bersbo och Åtvidaberg för transport av kopparmalm från gruvorna i Bersbo till kopparbruket i Åtvidaberg.
Stambanan började byggas på 1860-talet och stod klar i etapper; 1866 öppnade sträckan Katrineholm–Norrköping, 1872 sträckan Norrköping–Linköping, 1873 sträckan Linköping–Mjölby och följande år var hela sträckan till Malmö öppen för trafik. Ofta drog man järnvägslinjen utanför de etablerade kommunikationsstråken. Ett exempel på detta är Mantorp, där järnvägsstationen byggdes på en åker 1,7 kilometer från Mantorps gård och en bit från riksvägen. På området mellan järnvägen och riksvägen växte ett litet samhälle fram. Ett annat exempel är Vikingstad, där järnvägsstationen lades 500 meter från Bankebergs by, där tingshuset och gästgiveriet var beläget. Mellan stationen och byn kom ett villasamhälle att växa fram.
Från 1870-talet och 30 år framåt byggdes även en rad smalspåriga järnvägar av privata bolag. På slätten användes dessa vanligtvis för att transportera jordbruksprodukter, som sockerbetor till Linköping. I nordöstra Östergötland användes de smalspåriga järnvägarna för att transportera varor till och från bruken. Järnvägssnätet i Östergötland var som störst under 1920-talet, men 1930-talets lågkonjunktur innebar att många järnvägsbolag fick ekonomiska problem. 1939 beslutade Sveriges riksdag att alla järnvägar skulle förstatligas. 1940-talets krigsår innebar ett uppsving för transport på järnvägarna, men 1950-talet och framåt innebar att järnvägen blev utkonkurrerad av vägtransporter. I mitten av 1960-talet hade de flesta östgötska smalspårjärnvägar lagts ned.

### Kanaler

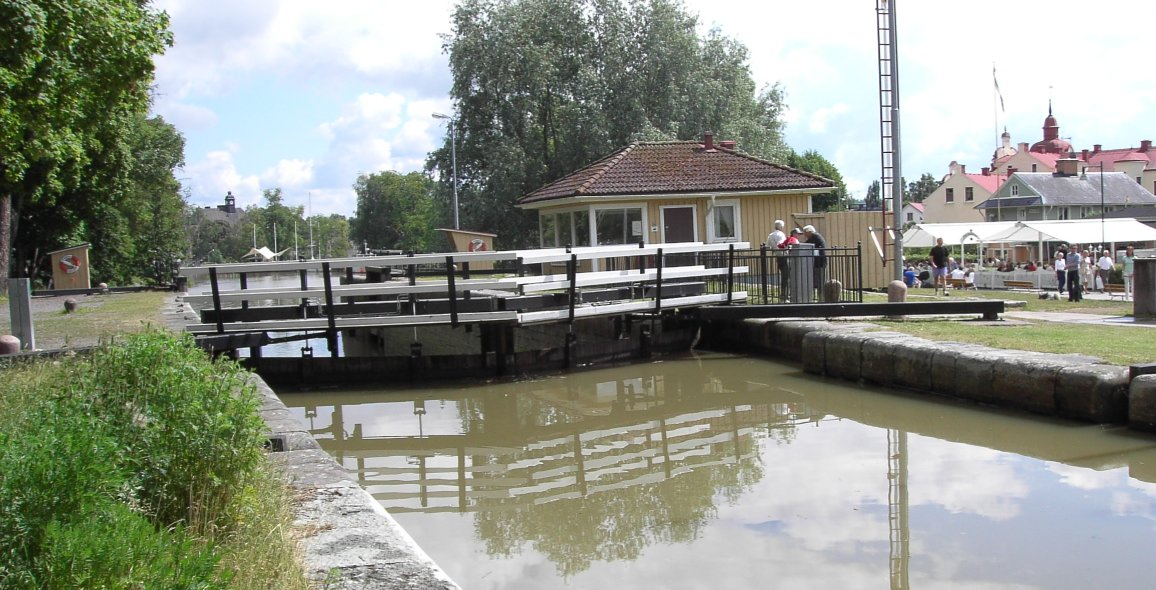
Göta kanals sluss i Söderköping.

Göta kanal började byggas 1810 och innebar ett för tiden enormt byggnadsprojekt, särskilt då Sverige vid den tiden saknade både teknisk och administrativ tradition för en sådan uppgift. Arbetet genomfördes under ledning av Baltzar von Platen, dels med hjälp av utländska tekniker, men också med hjälp av 58 tusen indelta soldater som grävde kanalen för hand. Det tekniska kunnandet som utvecklades kom att lägga grunden till verkstadsföretaget AB Motala Verkstad. På kanalens sträcka genom Östergötland utjämnas höjdskillnaden mellan Vättern och Östersjön genom 37 slussar. För Östergötland innebär kanalen en viktig kulturhistorisk miljö. På kanalbanken anlades en dragstig för att fartygen skulle kunna dras fram och denna används numera som gång- och cykelväg. Längs kanalen planterades också lövträd, vilket gör området närmast kanalen närmast parkliknande.
Kinda kanal, mellan sjöarna Roxen och Åsunden, byggdes på 1860-talet. Till skillnad från Göta kanal följer den de naturliga vattenlederna, Stångån och sjöarna, och är endast grävd på en sträcka om 6 kilometer. Kanalen användes i stor omfattning fram till 1902, när järnvägslinjen Östra centralbanan öppnade. Nyttotrafiken upphörde på 1940-talet och numera används kanalen endast för turisttrafik.